# Mickey Daniels

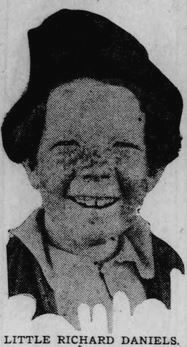
Mickey Daniels (1922)

Mickey Daniels (* 11. Oktober 1914 in Rock Springs, Wyoming als Richard Daniels Jr.; † 20. August 1970 in San Diego, Kalifornien) war ein US-amerikanischer Schauspieler. Der sommersprossige, rothaarige Junge zählte zu den Originalmitgliedern der Kleinen Strolche.

## Leben
Mickey Daniels wurde als eines von zehn Kindern des Schauspielers Richard Daniels (1864–1939) und seiner Frau Hannah im US-Bundesstaat Wyoming geboren. Seine Tante war der Stummfilmstar Bebe Daniels, die wiederum mit dem Schauspieler Ben Lyon verheiratet war. Von Schauspielagenten wurde Daniels bereits 1921 bei einer Amateurnacht im örtlichen Theater seiner Heimatstadt entdeckt.
Als Filmproduzent Hal Roach noch im selben Jahr nach Kinderdarstellern für seine neugegründete Filmreihe Die kleinen Strolche suchte, wurde er in Mickey Daniels fündig, auch weil seine Familie mit Roach befreundet war. Anschließend war der rothaarige, sommersprossige Daniels von 1922 bis 1926 in fast 50 Kurzfilmen der Kleinen Strolche zu sehen. Er war einer der wichtigsten Darsteller der schnell populären Filmreihe und verdiente zwischenzeitlich in der Woche 175 US-Dollar, eine damals beachtliche Summe. Meistens als etwas überdrehter Anführer der Kindergruppe in den Filmen eingesetzt, kämpfte er häufig um die Aufmerksamkeit der schönen Mary (Mary Kornman). Neben seinen Auftritten bei den Kleinen Strolchen war er auch in den Komödien von Charlie Chaplin (Der Pilger) und Harold Lloyd (u. a. Ausgerechnet Wolkenkratzer!) zu sehen.
Nach seinem Ausscheiden bei den Kleinen Strolchen mit 12 Jahren spielte Daniels zwischen 1930 und 1932 erneut an der Seite von Mary Kornman in The Boy Friends, einer weiteren Kurzfilm-Komödienreihe von Hal Roach. Diese war als eine Art „Die kleinen Strolche für Jugendliche“ gedacht, hatte allerdings weniger Erfolg. Daniels blieb bis Anfang der 1940er-Jahre im Filmgeschäft und absolvierte auch Auftritte in Vaudeville-Theatern, doch seine Filmauftritte wurden schnell unbedeutender und er fand oftmals nicht mehr Erwähnung im Abspann. Unter anderem spielte er winzige Nebenrollen in den Filmen Es geschah in einer Nacht (1934) und Der große Ziegfeld (1936), die jeweils den Oscar für den Besten Film des Jahres erhielten. Seine letzte Rolle hatte Daniels 1941 als Lieferjunge in der Roach-Komödie Miss Polly an der Seite von ZaSu Pitts.
Sein Einsatz im Zweiten Weltkrieg beendete endgültig seine Schauspielkarriere. In der Nachkriegszeit wechselte Daniels ins Bauingenieurswesen, wobei er sowohl innerhalb als auch außerhalb der USA arbeitete. Daniels entwickelte ein Alkoholproblem und arbeitete zuletzt als Taxifahrer in San Diego. Er starb im Alter von 55 Jahren in einem Hotel in San Diego an einer Leberzirrhose. Sein Tod blieb zu dieser Zeit medial unbeachtet und wurde der Öffentlichkeit erst durch Nachforschungen zwanzig Jahre später bekannt. Zum Zeitpunkt seines Todes war Daniels geschieden und hatte eine Tochter, er wurde auf dem Prominentenfriedhof Forest Lawn Memorial Park in Glendale in einem unmarkierten Grab beigesetzt.

## Filmografie (Auswahl)
- 1922: My Wild Irish Rose

Mickey Daniels und Peggy Eames, Stars der Filmreihe Our Gang, bei einer Einladung ins Weiße Haus unter Präsident Calvin Coolidge

- 1922–1926 (Hauptrolle), 1933 und 1937 (Gastauftritte): Die kleinen Strolche (Our Gang, Kurzfilmreihe)
- 1922: Dr. Jack
- 1923: Ausgerechnet Wolkenkratzer! (Safety Last!)
- 1923: Der Pilger (The Pilgrim)
- 1924: Mädchenscheu (Girl Shy)
- 1930–1932: The Boy Friends (Kurzfilmreihe)
- 1933: Revolution der Jugend (This Day and Age)
- 1934: Es geschah in einer Nacht (It Happened One Night)
- 1935: Magnificent Obsession
- 1936: Der große Ziegfeld (The Great Ziegfeld)
- 1936: Pennies from Heaven
- 1937: Mr. Dodd Takes the Air
- 1941: Miss Polly